# Grande Séolane
La Grande Séolane (2.909 m) è una montagna francese delle Alpi di Provenza.

## Caratteristiche
La montagna si trova nel dipartimento delle Alpi dell'Alta Provenza. Domina la valle dell'Ubaye, e chiude a sud-est il bacino di Barcelonnette. Ha una caratteristica struttura a massiccio, con la parte sommitale che presenta pareti rocciose scoscese e subverticali su tutti i lati.
È costituita da calcari appartenenti alla serie subbrianzonese. La vetta è costituita da un pianoro calcareo che presenta evidenti fenomeni carsici.

## Accesso alla vetta

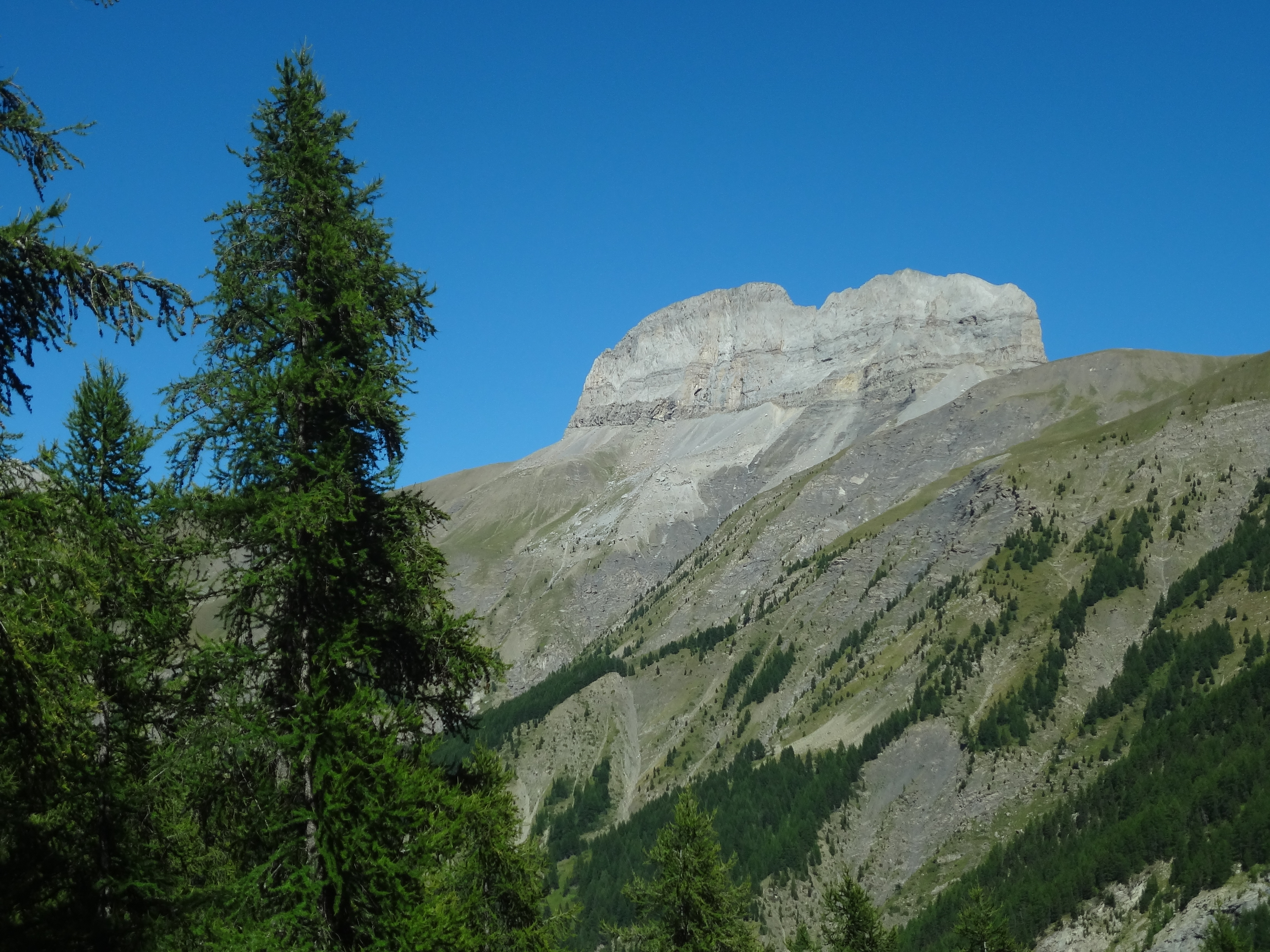
La Grande Séolane d'estate

La via normale è un itinerario di tipo escursionistico, che si sviluppa dal col des Thuiles. Immediatamente al di sopra del colle c'è un breve tratto di arrampicata, comunque molto facile, non esposto e privo di pericoli.
Un secondo itinerario, sempre di tipo escursionistico ma di maggiore difficoltà, si sviluppa lungo un canalone sul versante sud-est. L'itinerario è completamente segnalato, ed è noto col nome occitano di lou cheminet. Si deve prestare particolare attenzione, in quanto si sviluppa su roccia di bassa qualità.

### Vie alpinistiche
Esistono diverse vie di arrampicata sulle pareti che circondano la vetta. Si tratta di itinerari spesso di livello elevato, che si sviluppano su roccia non sempre buona.